# Seung-lee Kim
Seung-lee Kim (...) è un astronomo sudcoreano.
Il Minor Planet Center lo accredita per la scoperta dell'asteroide 193158 Haechan, scoperto il 28 maggio 2000.